# Чална
Чална́ (от северносаам. чоалме — «пролив»; карел. Čalna, фин. Tšalna) — посёлок в Пряжинском национальном районе Республики Карелия, административный центр Чалнинского сельского поселения.

## География
Посёлок расположен на берегу реки Чална в 23 км к северо-западу от Петрозаводска на автодороге Петрозаводск-Суоярви.
Уличная сеть
Состоит из 39 географических объектов:
ул. Армейская, ул. Берёзовая, ул. Болотная, пер. Больничный, пер. Виданский, ул. Вокзальная, ул. Гусева, ул. Дружинина, ул. Железнодорожная, ул. Заводская, ул. Заречная, ул. Зелёная, пер. Зелёный, ул. Калинина, ул. Клубная, ул. Комсомольская, ул. Ленина, ул. Лесная, ул. Луговая, ул. Мира, ул. Набережная, ул. Новая, ул. Новореченская, ул. Октябрьская, ул. Падозерская, ул. Первомайская, ул. Пионерская, ул. Пушкина, ул. Светлая, ул. Советская, пер. Строительный, ул. Таёжная, ул. Титова, ул. Хвойная, пер. Хвойный, ул. Шевченко, ул. Школьная, ул. Шоссейная, ул. Шуйская, пер. Юбилейный.

## Общие сведения
В 1947 был заложен в связи с основанием Шуйско-Виданского леспромхоза. Посёлок городского типа с 1950 года. Преобразован в сельский населённый пункт в 1995 году.
Исторически посёлок был разделен на две части: «русскую», в которой компактно проживало русскоязычное население, и «финскую», преимущественно состоящую из потомков финских переселенцев из Северной Америки, приехавших в Карелию в 1930-е гг. После распада Советского Союза и открытия Финляндией специальной государственной программы по репатриации финнов многие жители «финской» части посёлка эмигрировали на историческую родину.
С 1940-х по 1980-е годы в посёлке находилась дирекция Шуйско-Виданского леспромхоза. Здесь расположен автоматизированный склад леспромхоза. Кроме заготовки и полной переработки древесины леспромхоз занимался восстановлением лесов. В 1970-х годах в окрестностях посёлка были высажены сеянцы кедра (около 300 тыс. деревьев). Лесозаготовки в его окрестностях велись со времён открытия Петровских заводов. Лес сплавляли по реке Шуя.
12 декабря 1951 года открылась участковая больница.

## Культура
В посёлке действует этнокультурный центр «Туоми».
В посёлке сохраняется памятник истории — братская могила 65 советских воинов, погибших в годы Советско-финской войны (1941—1944).
В посёлке также находится вотчина карельского зимнего волшебника Талви Укко.

## Население
| 1959  | 1970  | 1979  | 1989  | 2002  | 2009  | 2010  |
| ----- | ----- | ----- | ----- | ----- | ----- | ----- |
| 7530  | ↘5104 | ↗5550 | ↘4989 | ↘2845 | ↘2476 | ↘2432 |
| 2013  |       |       |       |       |       |       |
| ↗2580 |       |       |       |       |       |       |

По данным переписи населения 2002 года, из 2845 жителей 58 % составляли русские, 21 % — финны.

## Известные уроженцы
Синдонен (Сюкияйнен) Л. Э. (1951—2008) — Народная артистка Республики Карелия.

## Транспорт
На юго-востоке посёлка находится железнодорожная станция Чална-Онежская на 522,2 км перегона Падозеро — Томицы линии Суоярви — Томицы — Петрозаводск.
Посёлок соединен с другими населенными пунктами сетью пригородных автобусных маршрутов, таких как:
- № 103 «Петрозаводск — Чална»[16];
- № 117 «Петрозаводск — Виданы»[17];
- № 117А «Петрозаводск — Виданы»[18];
- № 117Б «Петрозаводск — Виданы»[19];
- № 118 «Петрозаводск — 33-километр»[20].

## Фотографии

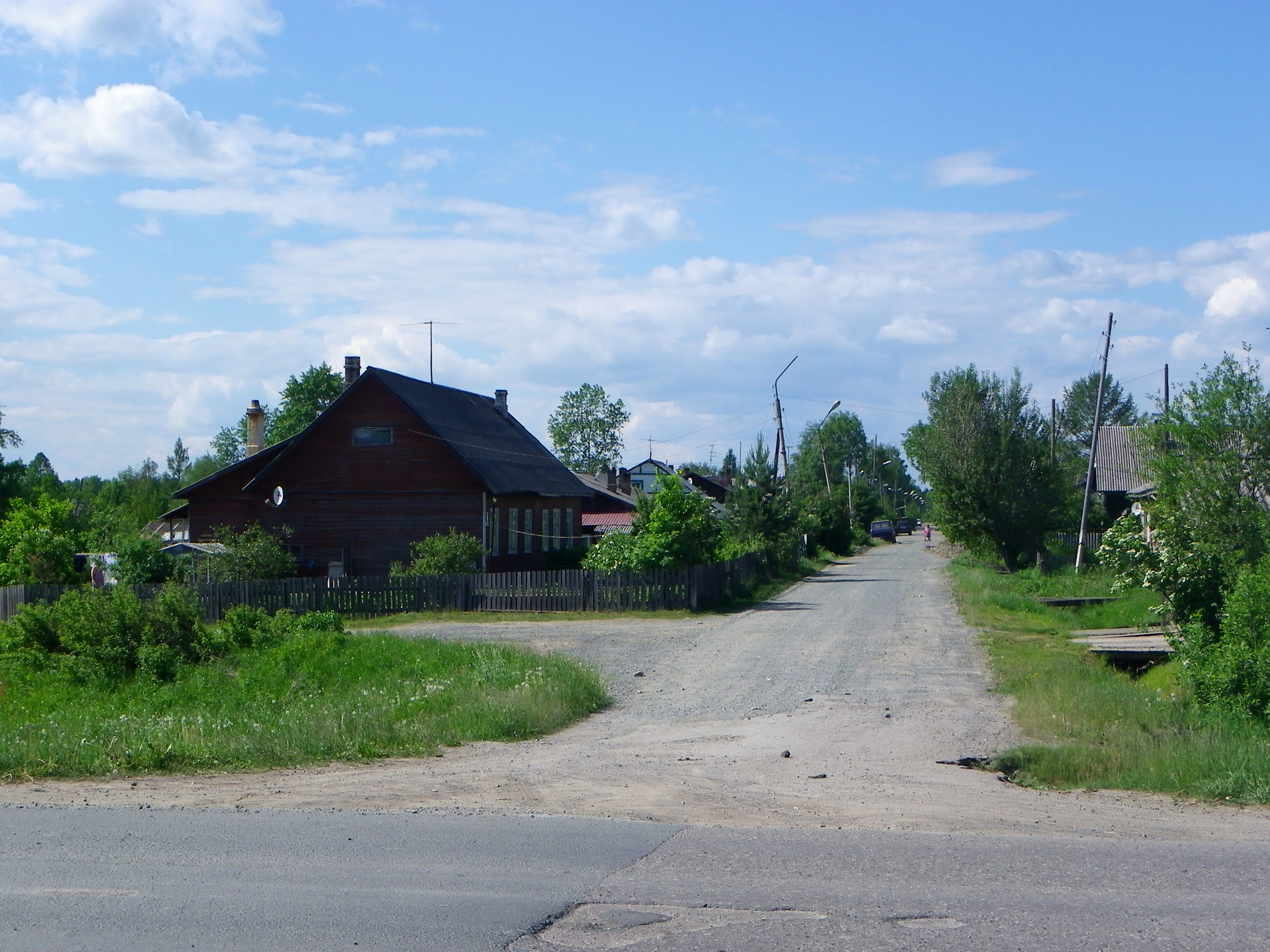
Одна из улиц Чалны
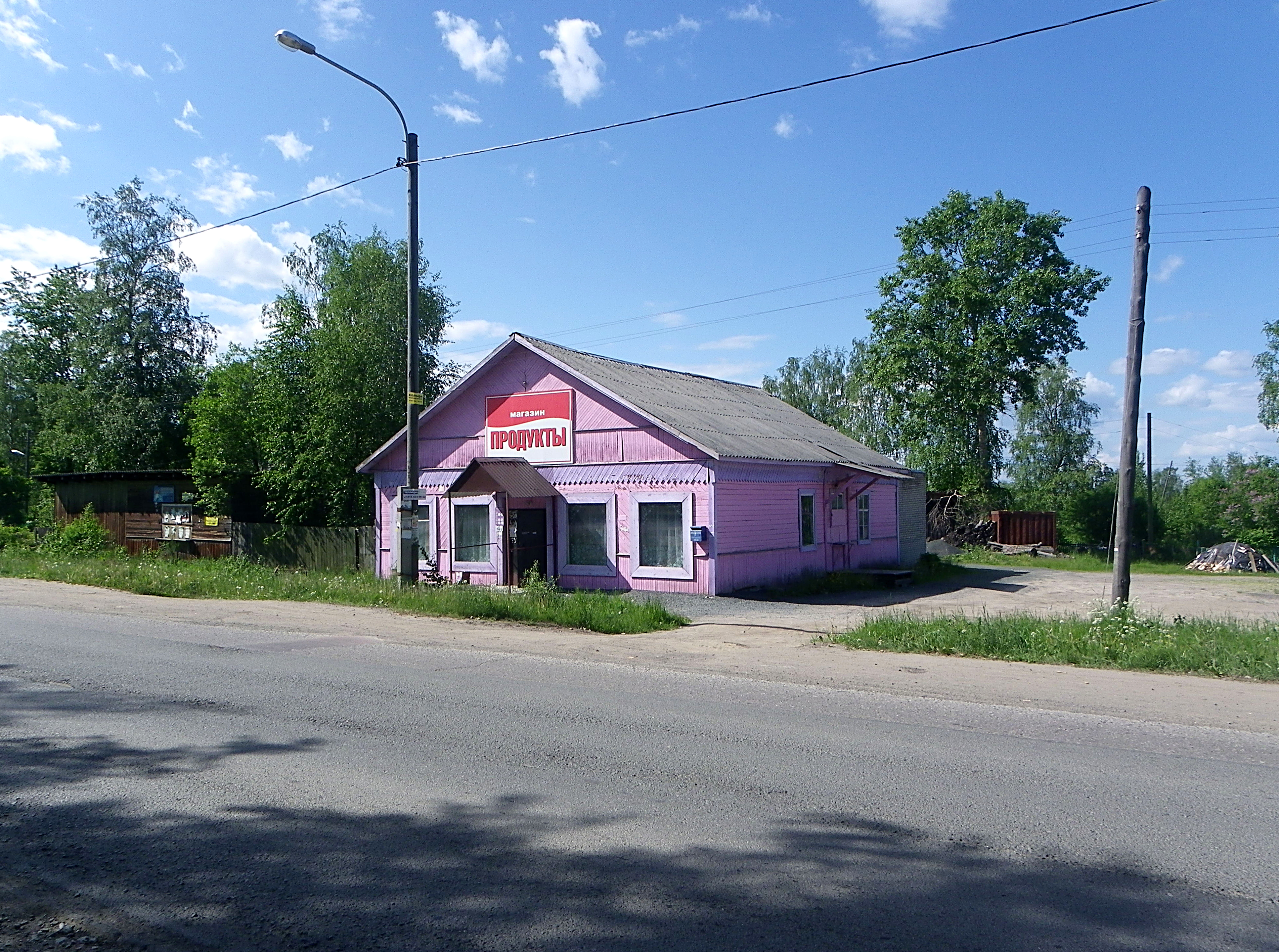
Магазин в Чалне
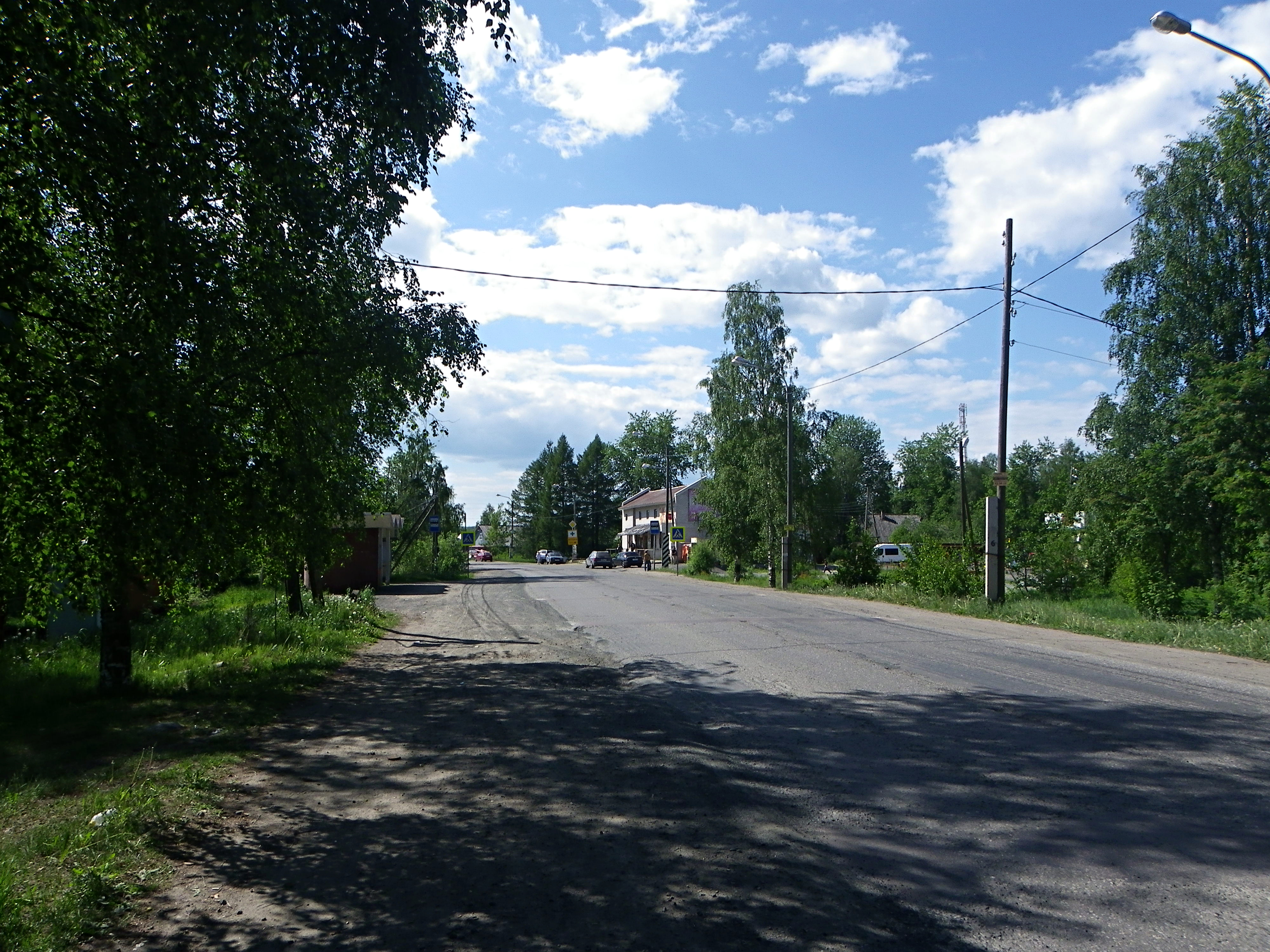
Остановка "Чална-центр"
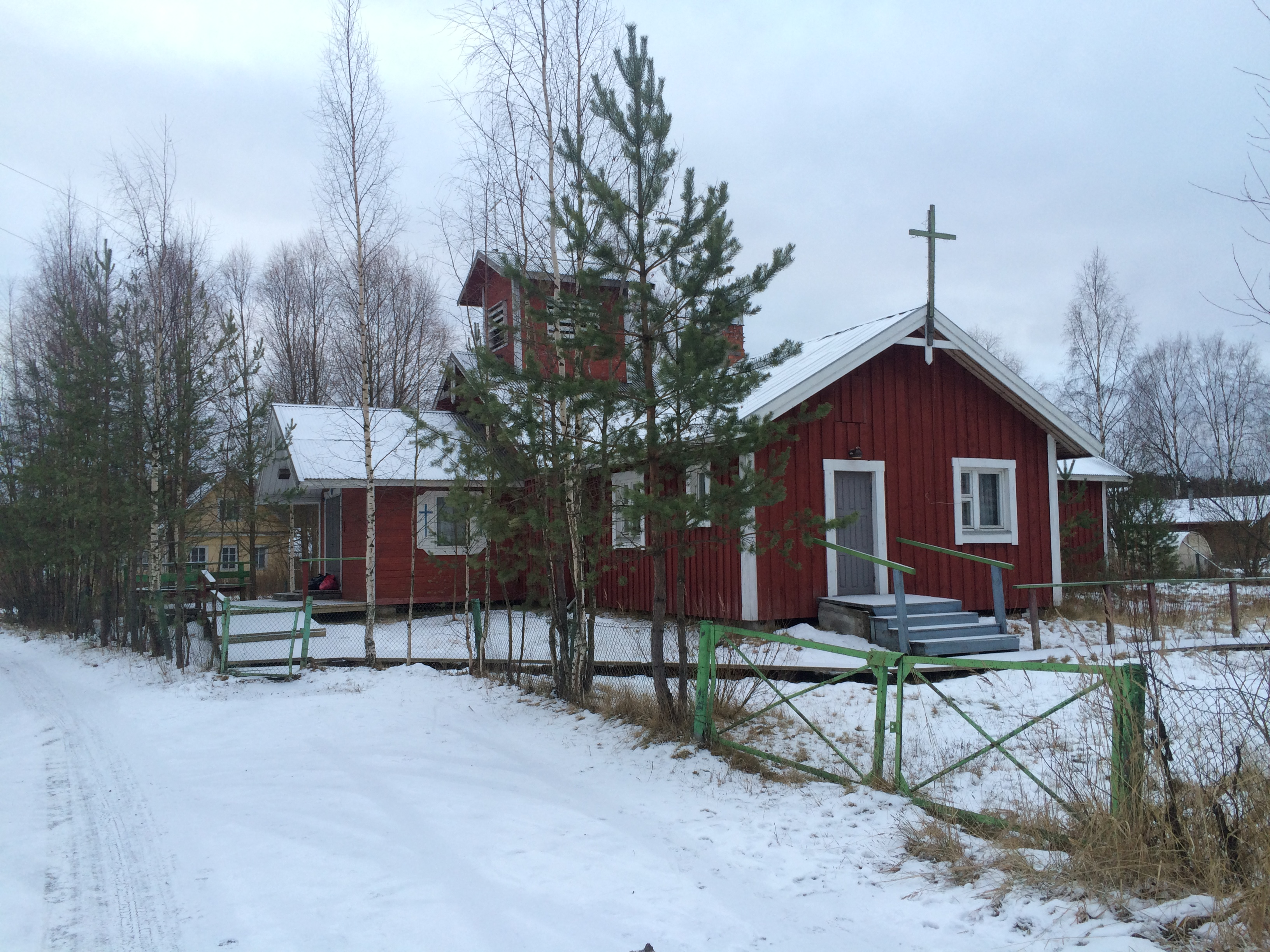
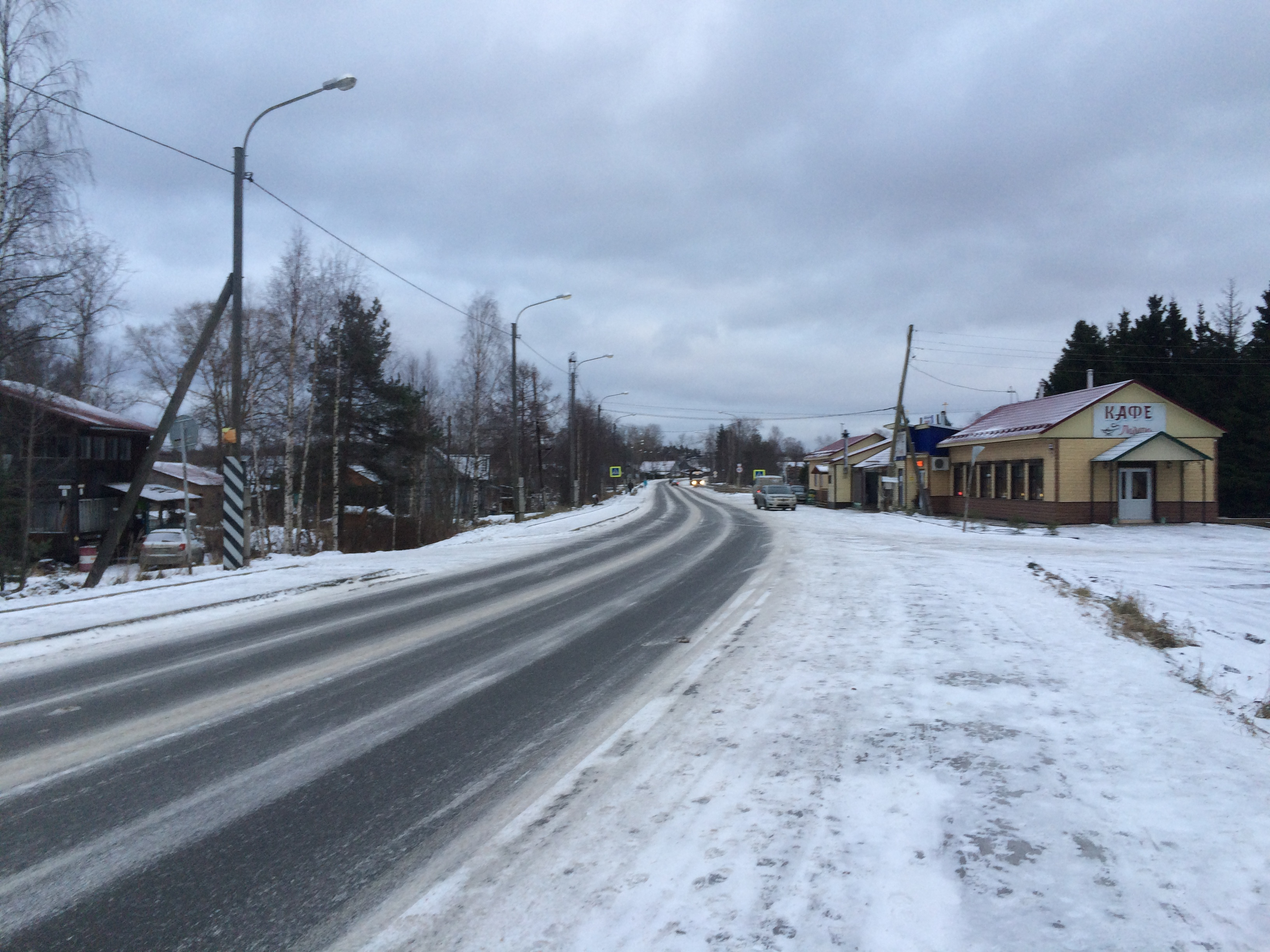
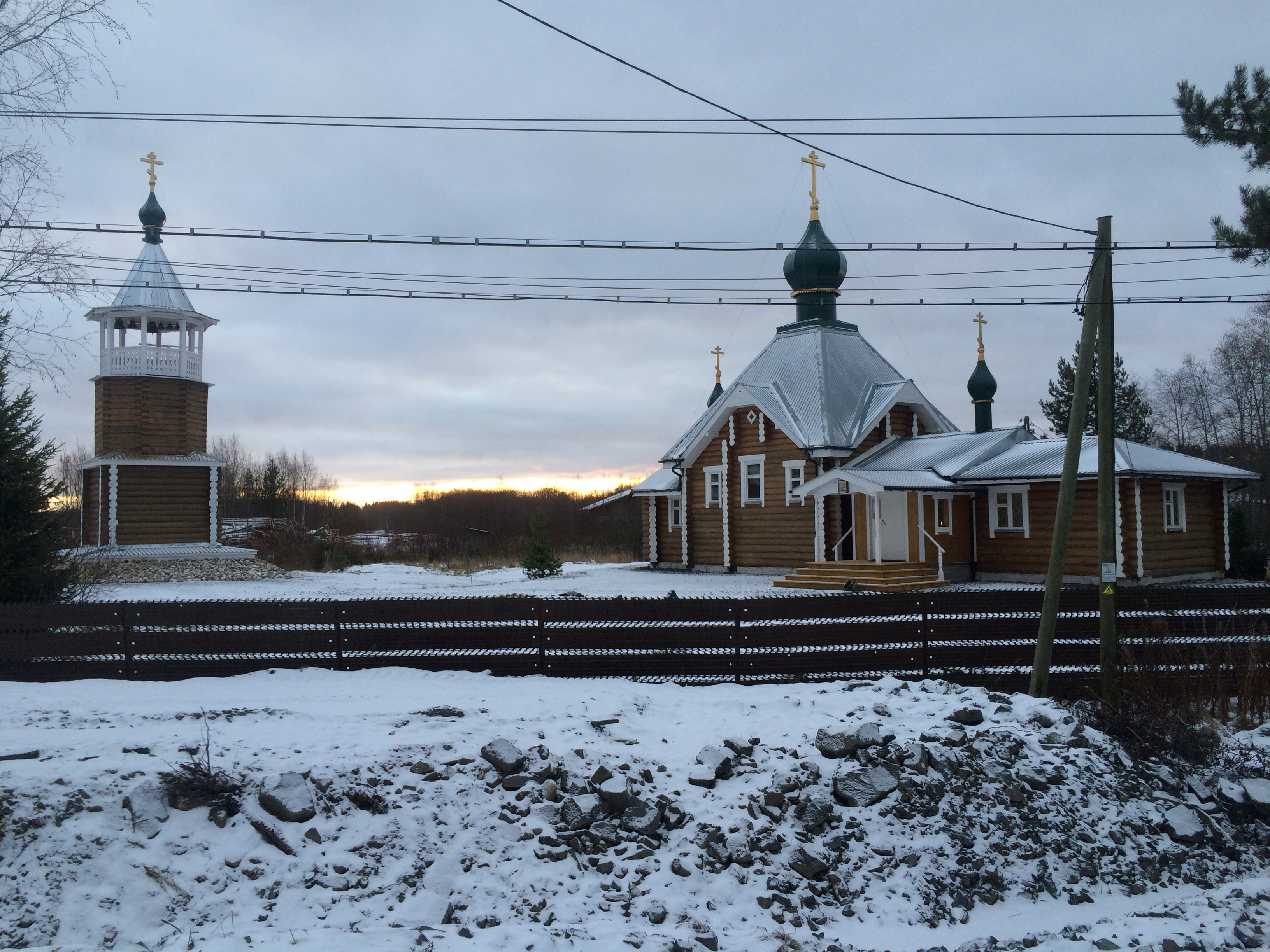